# Технологический процесс

«Технологический процесс» — это часть производственного процесса, содержащая целенаправленные действия по изменению и (или) определению состояния предмета труда. К предметам труда относят заготовки.
— ГОСТ 3.1109-82
Практически любой технологический процесс можно рассматривать как часть более сложного процесса производства (см. Технология) и совокупность простых (в пределе — элементарных) технологических процессов.
Элементарным технологическим процессом или технологической операцией называется наименьшая часть технологического процесса, обладающая всеми его свойствами. Дальнейшая декомпозиция тех.операции приводит к потере признаков, характерных для метода, положенного в основу данной технологии. 

Часто каждая технологическая операция выполняется на одном рабочем месте одним работником. 

## Термины
«Технологическим переходом» называют законченную часть технологической операции, выполняемую с одними и теми же средствами технологического оснащения (техоснастка).
«Вспомогательным переходом» называют законченную часть технологической операции, состоящей из действий человека и (или) оборудования, которые не сопровождаются изменением свойств предметов труда, но необходимы для выполнения технологического перехода.
Для осуществления техпроцесса необходимо применение совокупности орудий производства — технологического оборудования, называемых «средствами технологического оснащения».
«Установ» — часть технологической операции, выполняемая при неизменном закреплении обрабатываемой заготовки или собираемой сборочной единицы. При каждом повторном снятии заготовки и последующем её закреплении на станке или же при повороте заготовки на какой-либо угол для обработки новой поверхности имеет место новый установ.

## Виды техпроцессов
В зависимости от применения в производственном процессе для решения одной и той же задачи различных приёмов и оборудования различают следующие «виды техпроцессов»:
- Единичный технологический процесс (ЕТП) — технологический процесс изготовления или ремонта изделия одного наименования, типоразмера и исполнения, независимо от типа производства.
- Типовой технологический процесс (ТТП) — технологический процесс изготовления группы изделий с общими конструктивными и технологическими признаками.
- Групповой технологический процесс (ГТП) — технологический процесс изготовления группы изделий с разными конструктивными, но общими технологическими признаками[2].

В промышленности и сельском хозяйстве описание технологического процесса выполняется в документах, именуемых операционная карта технологического процесса (при подробном описании) или маршрутная карта (при кратком описании).
- Маршрутная карта — описание маршрутов движения по цеху изготовляемой детали.
- Операционная карта — перечень переходов, установок и применяемых инструментов.
- Технологическая карта — документ, в котором описан: процесс обработки деталей, материалов, конструкторская документация, технологическая оснастка.

Технологические процессы делят на «типовые» и «перспективные».
- «Типовой» техпроцесс имеет единство содержания и последовательности большинства технологических операций и переходов для группы изделий с общими конструкторскими принципами.
- «Перспективный» техпроцесс предполагает опережение (или соответствие) прогрессивному мировому уровню развития технологии производства.

Управление проектированием технологического процесса осуществляется на основе маршрутных и операционных технологических процессов".
- «Маршрутный технологический процесс» оформляется маршрутной картой, где устанавливается перечень и последовательность технологических операций, тип оборудования, на котором эти операции будут выполняться; применяемая оснастка; укрупнённая норма времени без указания переходов и режимов обработки.
- «Операционный технологический процесс» детализирует технологию обработки и сборки до переходов и режимов обработки. Здесь оформляются операционные карты технологических процессов.

## ТП обработки данных
Технологический процесс обработки данных можно разделить на четыре укрупнённых этапа:
- «Начальный или первичный». Сбор исходных данных, их регистрация (приём первичных документов, проверка полноты и качества их заполнения и т. д.) По способам осуществления сбора и регистрации данных различают следующие виды ТП:
  - механизированный — сбор и регистрация информации осуществляется непосредственно человеком с использованием простейших приборов (весы, счётчики, мерная тара, приборы учёта времени и т. д.);
  - автоматизированный — использование машиночитаемых документов, регистрирующих автоматов, систем сбора и регистрации, обеспечивающих совмещение операций формирования первичных документов и получения машинных носителей; автоматический — используется в основном при обработке данных в режиме реального времени (информация с датчиков, учитывающих ход производства — выпуск продукции, затраты сырья, простои оборудования — поступает непосредственно в ЭВМ).
- «Подготовительный». Приём, контроль, регистрация входной информации и перенос её на машинный носитель. Различают визуальный и программный контроль, позволяющий отслеживать информацию на полноту ввода, нарушение структуры исходных данных, ошибки кодирования. При обнаружении ошибки производится исправление вводимых данных, корректировка и их повторный ввод.
- «Основной». Непосредственно обработка информации. Предварительно могут быть выполнены служебные операции, например, сортировка данных.
- «Заключительный». Контроль, выпуск и передача результатной информации, её размножение и хранение.